# The Road to Happiness (film 1910)
The Road to Happiness è un cortometraggio muto del 1910 prodotto dalla Lubin. Il nome del regista non viene riportato nei credit del film che. prodotto dalla Lubin Manufacturing Company, aveva come interpreti Howard M. Mitchell e Mary Land.

## Trama
Rhoda lascia la città per una vacanza di cui ha gran bisogno, spossata dal lavoro di commessa e dall'afa estiva. Nella cittadina di Clermont, dove si trova la casa di vacanze del negozio, scesa dal treno sale sulla carrozza che la porterà a destinazione, ma, durante il breve percorso, i cavalli si imbizzarriscono e solo la rapida azione di Dick Phelps, un agricoltore del posto, salva la ragazza. I due fanno amicizia e la loro relazione è oggetto delle chiacchiere delle altre ragazze. Una di queste, la maliziosa Maggie, riesce a fare cadere dalla tasca di Dick una presunta lettera d'amore per farla scoprire da Rodha. Quando però Dick salva anche Maggie che sta per annegare, la ragazza, per gratitudine, gli confessa lo scherzo e lui, allora, va a cercare Rhoda per spiegarsi con lei.

## Produzione
Il film fu prodotto dalla Lubin Manufacturing Company.

## Distribuzione
Distribuito dalla General Film Company, il film - un cortometraggio di 182,88 metri - venne distribuito nelle sale statunitensi il 20 giugno 1910. Nelle proiezioni, veniva programmato con il sistema dello split reel, accorpato in un'unica bobina con un altro cortometraggio prodotto dalla Lubin, Poetical Jane.